# Never Catch Me
«Never Catch Me» — песня американского диджея и продюсера Flying Lotus, вышедшая 6 октября 2014 года в качестве первого сингла с пятого студийного альбома You're Dead! и сопровождаемая вокалом рэпера Кендрика Ламара. Авторами песни выступили они же сами под псевдонимами Steven Ellison и Kendrick Duckworth.
Песня получила положительные отзывы и была номинирована на премию «Грэмми-2016» в категории Лучшая танцевальная запись
.

## История
Песня получила положительные отзывы музыкальной критики и интернет-изданий: Pitchfork Media, в итоговом годовом списке «The 100 Best Tracks of 2014» издание Pitchfork поместило песню на позицию № 23, Billboard', Rolling Stone, Consequence of Sound.
Музыкальное видео (которое создал режиссёр Hiro Murai) получило высокую оценку профессионалов, которые включили клип в списки лучших видео года, например Pitchfork (The 20 Best Videos of 2014), Spin (The 25 Best Music Videos of 2014) и Stereogum (№ 1 в The 40 Best Music Videos Of 2014). Видео получило две номинации на Церемонии MTV VMA 2015: Лучшая хореография и Лучшая операторская работа, победив в последней из них.

## Чарты

### Еженедельные чарты
| Чарт (2014)                      | Высшая позиция |
| -------------------------------- | -------------- |
| Бельгия/Фландрия (Ultratop 50)   | 71             |
| Япония (Billboard Japan Hot 100) | 100            |